# Rétroaction climatique

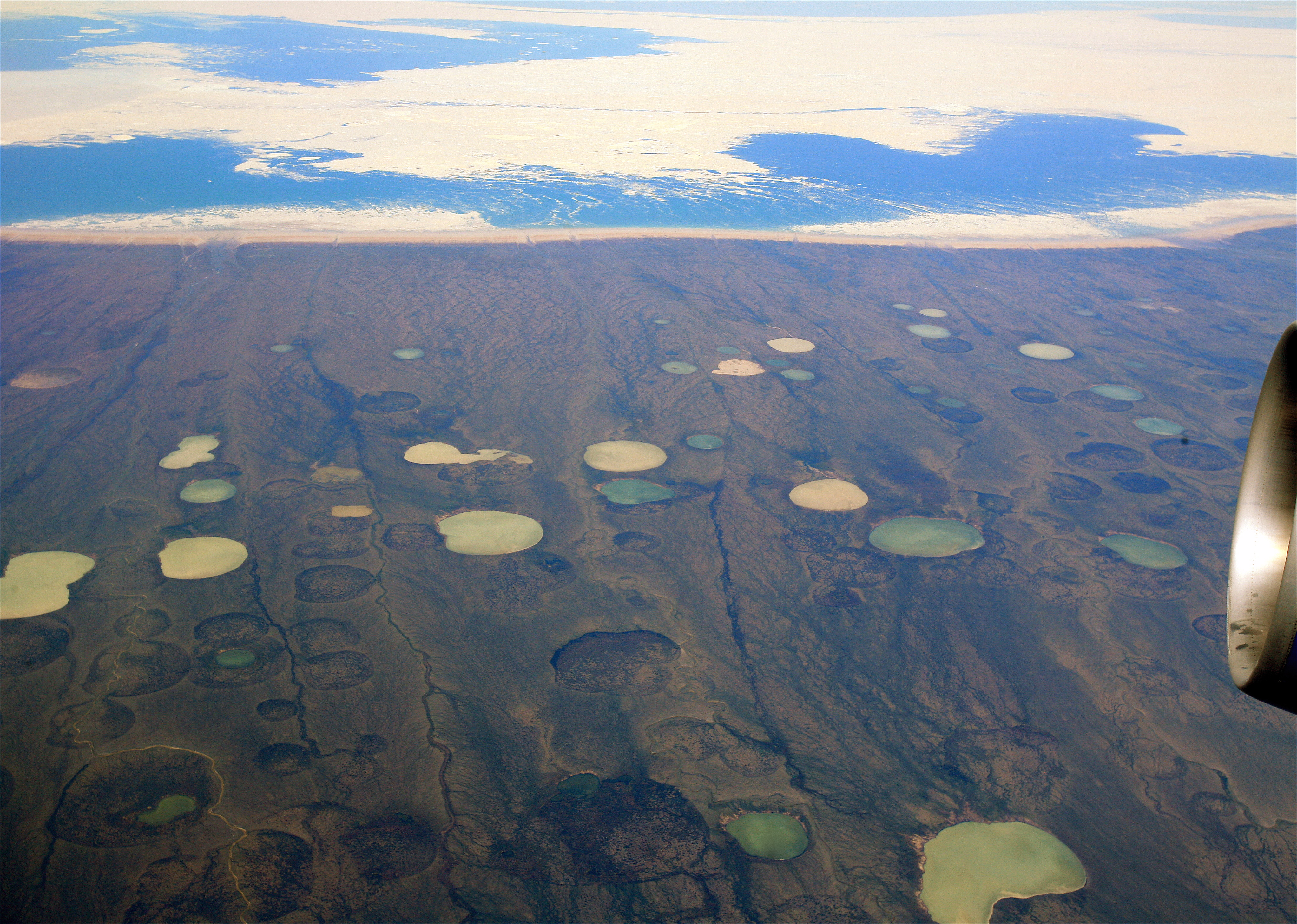
La photo montre ce qui semble être des étangs de dégel du pergélisol dans la baie d'Hudson, au Canada, près du Groenland (2008). Le réchauffement climatique augmentera le dégel du pergélisol et des tourbières, ce qui peut entrainer un effondrement de la surface des plateaux.

Une rétroaction climatique est le phénomène par lequel un effet sur le climat agit en retour sur ses causes d'une manière qui peut le stabiliser ou au contraire l'amplifier. Dans le premier cas on parle de rétroaction négative (s'opposant à l'effet) dans le second, de rétroaction positive (renforçant l'effet), ce qui peut conduire à un emballement. Ce phénomène est important pour comprendre le réchauffement climatique car ces rétroactions peuvent amplifier ou atténuer l'effet de chaque forçage climatique et jouent donc un rôle important dans la détermination de la sensibilité climatique et les projections sur le climat futur,.
Le terme « forçage » signifie un changement qui peut « pousser » le système climatique dans le sens du réchauffement ou du refroidissement. Un exemple de forçage climatique est l'augmentation des concentrations de gaz à effet de serre dans l'atmosphère. Par définition, les forçages sont externes au système climatique tandis que leurs rétroactions sont internes ; en essence, les rétroactions représentent les processus internes au système. Certaines rétroactions peuvent agir de manière relativement isolée par rapport au reste du système climatique ; d'autres au contraire peuvent être étroitement couplées ; de ce fait, il n'est pas toujours évident de déterminer à quel point un processus particulier agit sur le système.
Les forçages et les rétroactions déterminent ensemble l'ampleur et la rapidité des changements climatiques. La principale rétroaction positive du réchauffement climatique est la tendance du réchauffement à augmenter la quantité de vapeur d'eau présente dans l'atmosphère, ce qui conduit à un accroissement de l'effet de serre et donc à un réchauffement plus important. La principale réaction négative provient de la loi de Stefan-Boltzmann : la quantité de chaleur émise par la Terre dans l'espace évolue avec la puissance quatre de la température de la surface et de l'atmosphère de la Terre. Les observations et les modélisations montrent que le bilan net des rétroactions du réchauffement est positif. Des rétroactions positives importantes peuvent produire des effets brusques ou irréversibles, selon le taux et l'ampleur du changement climatique.

## Définition
D'après le GIEC, une rétroaction climatique est une « Interaction dans laquelle la perturbation d’une variable climatique provoque, dans une seconde variable, des changements qui influent à leur tour sur la variable initiale. Une rétroaction positive accentue la perturbation initiale, une rétroaction négative l’atténue. La perturbation initiale peut découler d’un forçage externe ou relever de la variabilité interne ».

## Rétroactions positives

### Rétroactions liées au cycle du carbone
Des prédictions et des éléments de preuve soutiennent l'idée selon laquelle le réchauffement planétaire pourrait conduire des écosystèmes terrestres à perdre du carbone au profit d'une augmentation du niveau de CO2 atmosphérique. Plusieurs modèles climatiques indiquent que le réchauffement de la planète au XXIe siècle pourrait s'accélérer par la réaction du cycle du carbone terrestre à un tel réchauffement. Les 11 modèles de l’étude C4MIP ont prédit des taux de CO2 d'origine anthropique dans l’atmosphère non absorbés par les écosystèmes du fait du réchauffement climatique. À la fin du XXIe siècle, ce CO2 supplémentaire varie de 20 à 200 ppm pour les deux modèles extrêmes, la majorité des modèles se situant entre 50 et 100 ppm. L'augmentation des niveaux de CO2 a entrainé un réchauffement climatique additionnel compris entre 0,1 et 1,5 °C. Cependant, il existait encore une grande incertitude quant à l’ampleur de ces sensibilités. Huit modèles ont attribué la plupart des changements à la terre, tandis que trois l'ont attribué à l'océan. Les rétroactions les plus fortes sont dues au dégazage accru de carbone provenant du sols des forêts boréales de haute latitude de l'hémisphère nord. Un modèle en particulier (HadCM3 (en)) identifie une rétroaction secondaire du cycle du carbone, due à la perte d'une grande partie de la forêt amazonienne en réponse à une réduction significative des précipitations sur l'Amérique du Sud tropicale. Bien que les modèles ne s'accordent pas sur l'intensité de la rétroaction du cycle du carbone terrestre, ils concluent tous qu'une telle rétroaction accélérerait le réchauffement climatique.
Les observations montrent que les sols du Royaume-Uni perdent du carbone au rythme de quatre millions de tonnes par an depuis 25 ans, selon un article de Bellamy et al., publié dans Nature en septembre 2005, qui signale que le phénomène ne s'explique vraisemblablement pas par des changements d’utilisation des sols. De tels résultats reposent sur un maillage fin du territoire et ne sont donc pas disponibles à l'échelle mondiale. Extrapolant à l'ensemble du Royaume-Uni, ils estiment les pertes annuelles à 13 millions de tonnes par an. Cela équivaut à la réduction annuelle des émissions de dioxyde de carbone réalisée par le Royaume-Uni dans le cadre du traité de Kyoto (12,7 millions de tonnes de carbone par an).
Chris Freeman a également suggéré que la libération dans les cours d’eau du carbone organique dissous (COD) par les tourbières (desquels il s'échappe vers l'atmosphère) constituerait une boucle de rétroaction positive sur le réchauffement climatique. Le carbone actuellement stocké dans les tourbières (entre 390 et 455 gigatonnes, soit le tiers de l'ensemble du carbone terretre stocké), représente plus de la moitié de la quantité de carbone déjà présente dans l'atmosphère. Les niveaux de COD dans les cours d’eau augmentent de façon notable. L'hypothèse de Freeman est que ce ne sont pas les températures élevées, mais les niveaux élevés de CO2 atmosphérique qui en sont responsables, grâce à la stimulation de la productivité primaire,.
On pense que la mortalité des arbres augmente en raison du réchauffement climatique. Ce phénomène réduit les capacités de stockage du carbone ce qui constitue un effet de rétroaction positif.

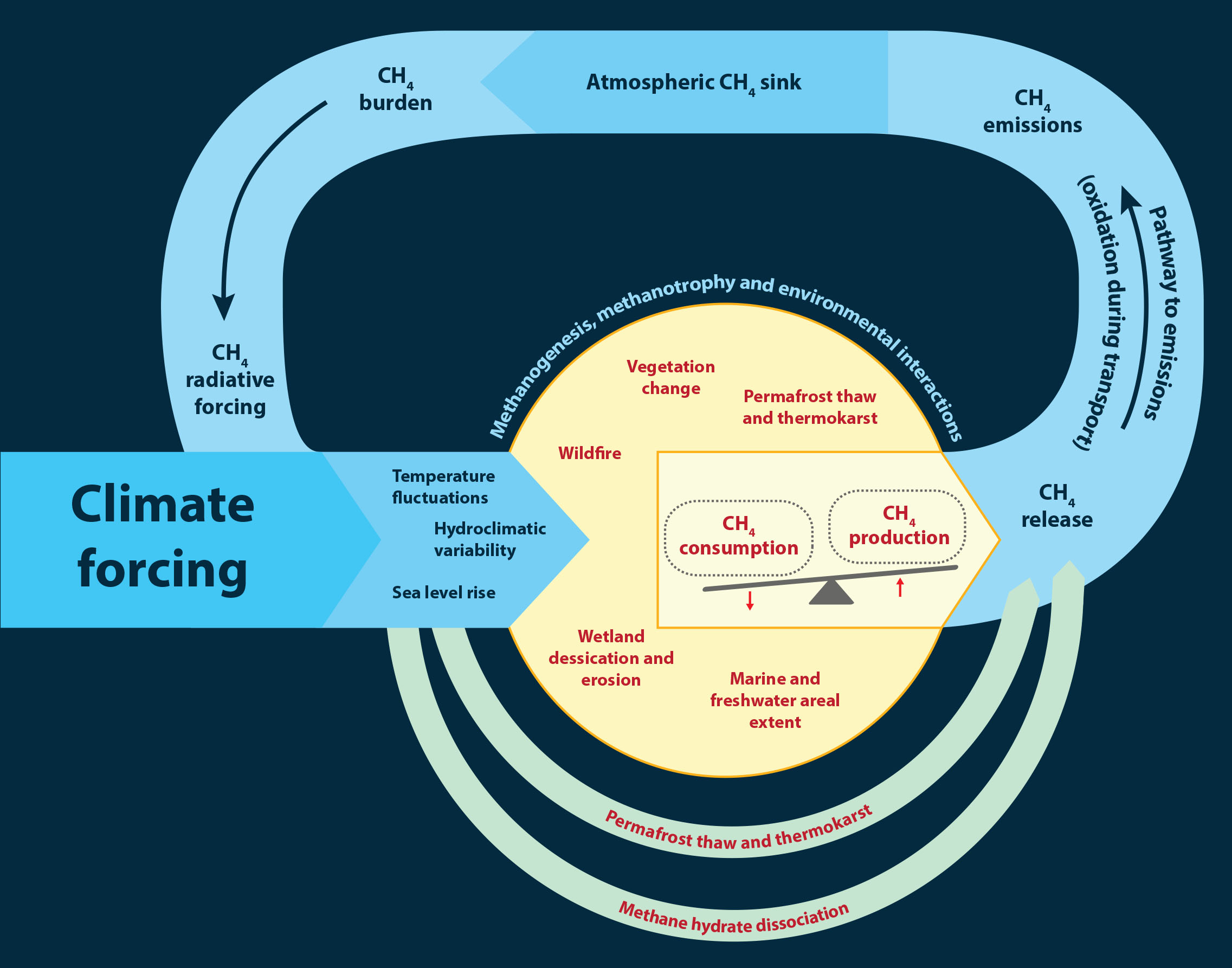
Rétroactions climatiques du méthane dans les écosystèmes naturels.

Les études suggèrent que les zones humides et les écosystèmes d'eau douce pourraient devenir le plus grand contributeur à la rétroaction climatique due au méthane.

#### Dégel du pergélisol arctique
Le réchauffement climatique provoque la fonte du pergélisol qui elle-même accentue le réchauffement climatique et ainsi de suite, il s'agit d'une boucle rétroactive : à mesure que le réchauffement planétaire s’intensifie, le pergélisol des hautes latitudes dégèle, ce qui entraîne la libération du dioxyde de carbone (CO2) et du méthane (CH4) que le sol renferme, ce qui à son tour accentue le réchauffement mondial.
Le dégel causé par le réchauffement climatique a pour effet de libérer dans l'atmosphère d’énormes quantités de carbone (principalement sous forme de méthane) dans les régions arctiques. Le méthane libéré par le dégel du pergélisol, telles que les tourbières gelées en Sibérie, et par le clathrate de méthane du fond de la mer, crée une rétroaction positive,, . En avril 2019, Turetsky et al. signalent que le dégel du pergélisol est plus rapide que prévu,.

##### Méthane émis par le dégel des tourbières
La Sibérie occidentale est la plus grande tourbière au monde, une région d'un million de kilomètres carrés de pergélisol qui s'est formée il y a 11 000 ans à la fin de la dernière période glaciaire. La fonte de son pergélisol devrait entrainer la libération d'énormes quantités de méthane sur plusieurs décennies. Jusqu'à 70 000 millions de tonnes de méthane, un gaz contribuant fortement à l'effet de serre, pourraient être rejetées au cours des prochaines décennies, aggravant fortement les émissions de gaz à effet de serre. Cette fonte a été observée en Sibérie orientale. Lawrence et al. (2008) ont établi qu'une fonte rapide de la banquise arctique créerait une boucle de rétroaction conduisant à un dégel rapide du pergélisol arctique, réalimentant à son tour le réchauffement par effet de serre,.

##### Méthane libéré par les hydrates
L'hydrate de méthane ou clathrate de méthane est une forme de glace d'eau qui piège une grande quantité de méthane dans sa structure cristalline. Des dépôts extrêmement importants d’hydrate de méthane ont été découverts dans les sédiments des fonds marins de la Terre. Des études considèrent que la libération soudaine de grandes quantités de gaz des gisements d’hydrate de méthane, sous l'effet du réchauffement climatique, pourrait causer des réchauffements climatiques galopants (en) passés, voire futurs. La libération de ce méthane piégé est l’une des conséquences majeures d’une hausse de la température ; on pense que cela pourrait augmenter la température de la planète de 5 °C en plus, le méthane produisant un effet de serre bien plus fort que celui du CO2. De plus, cette libération de méthane devrait affecter gravement la teneur en oxygène disponible dans l'atmosphère. Cette théorie a été proposée pour expliquer le phénomène d'extinction massive le plus grave au monde, connu sous le nom d'évènement d'extinction Permien-Trias, ainsi que l'évènement du maximum thermique de la transition Paléocène-Éocène. En 2008, une expédition de recherche de l’Union américaine de géophysique a détecté des niveaux de méthane jusqu’à 100 fois supérieurs à la normale en Sibérie arctique. Le phénomène a été expliqué par des dégazage d'hydrates de méthane par des trous apparus dans le « couvercle » gelé que constitue le pergélisol des fonds marins, près de l’embouchure de la rivière Léna et dans la zone située entre la mer des Laptev et la mer de Sibérie orientale,,.

#### Augmentation brusque du méthane atmosphérique
Le Groupe d'experts intergouvernemental sur l'évolution du climat (GIEC) et le Programme scientifique américain sur le changement climatique (CCSP) ont examiné la possibilité que les futurs changements climatiques entrainent une augmentation rapide du méthane atmosphérique. Le troisième rapport d'évaluation du GIEC, publié en 2001, examinait d'éventuelles augmentations rapides de méthane dues soit à la réduction des puits chimiques atmosphériques, soit à la libération de méthane enfouis dans le sol. Dans les deux cas, il a été jugé qu'une telle libération serait « exceptionnellement improbable »
(moins de 1% de probabilité, par avis d'expert). 
L’évaluation du CCSP, publiée en 2008, a conclu qu’une libération soudaine de méthane dans l’atmosphère semblait « très improbable »
(moins de 10 % de probabilité, par avis d’experts).
Dans son évaluation, le CCSP a toutefois noté que le réchauffement climatique accélérerait « très probablement » (avec une probabilité supérieure à 90 % par avis d'expert) le rythme des émissions permanentes provenant à la fois de sources d'hydrates et de zones humides.

#### Décomposition
La matière organique stockée dans le pergélisol dégage de la chaleur lorsqu'elle se décompose en réponse à la fonte du pergélisol.

##### Décomposition de la tourbe
La tourbe, qui se forme dans les tourbières, est un réservoir important de matière organique à l'échelle mondiale. Lorsque la tourbe sèche, elle devient un combustible que l'on peut brûler. L'ajustement du niveau de la nappe phréatique en raison du réchauffement climatique peut entrainer d'importantes excursions de carbone provenant des tourbières. Il peut être libéré sous forme de méthane, ce qui accentue le phénomène de rétroaction, en raison de son fort potentiel de réchauffement climatique.

#### Assèchement de la forêt tropicale
Les forêts humides, notamment les forêts humides tropicales, sont particulièrement vulnérables au réchauffement climatique. Plusieurs effets peuvent se produire, mais deux sont particulièrement préoccupants. Premièrement, la végétation plus sèche peut provoquer un effondrement total de l'écosystème de la forêt humide,. Par exemple, la forêt amazonienne aurait tendance à être remplacée par des écosystèmes caatinga. En outre, même les écosystèmes de forêts tropicales ombrophiles qui ne s'effondrent pas complètement peuvent perdre une grande partie du carbone qu'ils emmagasinent à la suite de l'assèchement de la végétation,.

#### Feux de forêt
Le quatrième rapport d'évaluation du GIEC prédit que de nombreuses régions de latitude moyenne, telles que l'Europe méditerranéenne, connaitront une diminution des précipitations et un risque accru de sècheresse, ce qui permettrait aux feux de forêt de se produire plus régulièrement et à plus grande échelle. Ces feux libèrent dans l'atmosphère plus de carbone stocké que ce que le cycle du carbone ne peut naturellement réabsorber, tout en réduisant la superficie forestière totale de la planète, créant ainsi une boucle de rétroaction positive. Une partie de cette boucle de rétroaction inclut une croissance plus rapide des forêts de remplacement et une migration des forêts vers le nord, à mesure que le climat des latitudes nord devient plus propice à la préservation des forêts,,.

#### Désertification
La désertification est une conséquence du réchauffement climatique dans certains environnements. Les sols désertiques contiennent peu d'humus et supportent peu de végétation. En conséquence, la transition vers les écosystèmes désertiques est généralement associée à des excursions de carbone atmosphérique.

#### Résultats de modélisation
Les prévisions de réchauffement climatique présentées dans le quatrième rapport d'évaluation du GIEC (RE4) prennent en compte les boucles de rétroaction du cycle du carbone.
Les auteurs du RE4 ont toutefois noté que les connaissances scientifiques sur les rétroactions du cycle du carbone étaient médiocres.
Les projections du RE4 reposaient sur une série de scénarios d'émissions de gaz à effet de serre et suggéraient un réchauffement entre la fin du 20e et la fin du 21e siècle de 1,1 à 6,4 °C. Il s’agit de la fourchette "probable" (probabilité supérieure à 66 %), selon le jugement d’experts des auteurs du GIEC. Les auteurs ont noté que la borne inférieure de la fourchette « probable » semblait mieux maitrisée que la borne supérieure, en partie du fait des rétroactions du cycle du carbone. L'American Meteorological Society a indiqué qu'il était nécessaire de poursuivre les recherches pour modéliser les effets des rétroactions du cycle du carbone dans les projections relatives au changement climatique.
Isaken et al. (2010) ont examiné de quelle manière les futures émissions de méthane de l'Arctique pourraient contribuer au réchauffement de la planète. Leur étude suggère que si les émissions mondiales de méthane devaient être multipliées par un facteur de 2,5 à 5,2 par rapport aux émissions actuelles, alors la contribution indirecte du forçage radiatif serait respectivement d’environ 250 % et 400 % du forçage qui est directement attribué au méthane. Cette amplification du réchauffement dû au méthane s'explique par les changements projetés de la chimie atmosphérique.
Schaefer et al. (2011) ont examiné comment le carbone libéré par le pergélisol pourrait contribuer au réchauffement climatique. Leur étude prévoyait des changements dans le pergélisol sur la base d'un scénario d'émissions moyennes de gaz à effet de serre (RSSE A1B). Selon l'étude, d'ici 2200, le retour du pergélisol pourrait générer 190 ± 64 gigatonnes de carbone de manière cumulative dans l'atmosphère. Les auteurs pensent que cette estimation pourrait être faible.

##### Implications sur la politique climatique
L'incertitude sur les rétroactions du changement climatique a des implications sur la politique climatique. Par exemple, les incertitudes sur les rétroactions du cycle du carbone peuvent affecter les objectifs de réduction des émissions de gaz à effet de serre. Les objectifs en matière d'émissions sont souvent fondés sur un niveau cible de stabilisation des concentrations de gaz à effet de serre dans l'atmosphère ou sur un objectif visant à limiter le réchauffement climatique à un certain niveau de température. Mais définir ces cibles (concentrations ou températures) nécessitent une compréhension des futures évolutions du cycle du carbone. Si les modèles prévoient de manière incorrecte les évolutions futures du cycle du carbone, les objectifs de concentration ou de température pourraient se retrouver inappropriés. Par exemple, si les modèles sous-estiment la quantité de carbone libérée dans l'atmosphère en raison de réactions positives (comme, par exemple, la fonte du pergélisol), ils peuvent également sous-estimer l'importance des réductions d'émissions nécessaires pour atteindre l'objectif visé.

### Couverture nuageuse
Le réchauffement devrait modifier la répartition et le type de nuages. Vu de dessous, les nuages renvoient un rayonnement infrarouge vers la surface et ont ainsi un effet de réchauffement ; vus d'en haut, les nuages réfléchissent la lumière du soleil et émettent un rayonnement infrarouge dans l'espace, et ont ainsi un effet de refroidissement. Le bilan net entre réchauffement ou refroidissement dépend du type et de l'altitude du nuage. Les nuages élevés ont tendance à retenir plus de chaleur et ont donc une rétroaction positive. Les nuages de basse altitude reflètent normalement plus de lumière solaire et ont donc une rétroaction négative. Ces caractéristiques étaient mal observées avant l'avènement des données satellitaires et sont difficiles à représenter dans les modèles climatiques.
Une simulation de 2019 prédit que si les gaz à effet de serre atteignaient trois fois le niveau actuel de dioxyde de carbone dans l'atmosphère, les stratocumulus pourraient se disperser brutalement, contribuant ainsi au réchauffement de la planète.

### Émissions d'autres gaz
Les dégazages d'origine biologique peuvent être affectés par le réchauffement climatique, mais la recherche sur de tels effets n'en est encore qu'à ses débuts. Certains de ces gaz, tels que l'oxyde nitreux libéré par la tourbe ou le dégel du pergélisol, ont des effets directs sur le climat,. D'autres, tels que le sulfure de diméthyle libéré par les océans, ont des effets indirects.

### Rétroaction d'albédo

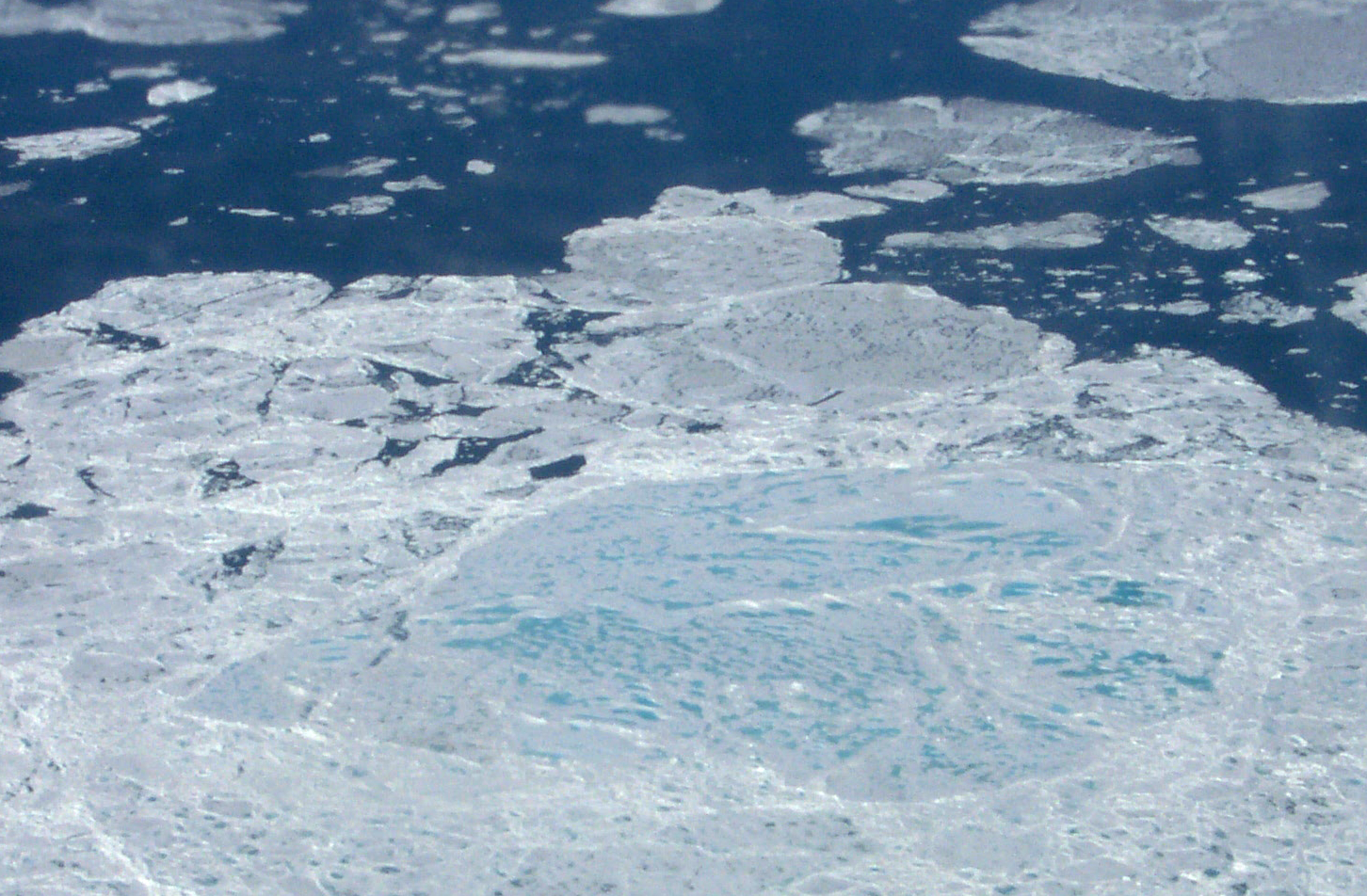
Photo aérienne montrant un secteur de banquise. Les zones bleues plus claires sont des mares de fonte et les zones les plus sombres sont des eaux libres, les deux ayant un albédo inférieur à la banquise blanche. La fonte des glaces contribue à la rétroaction d'albédo.

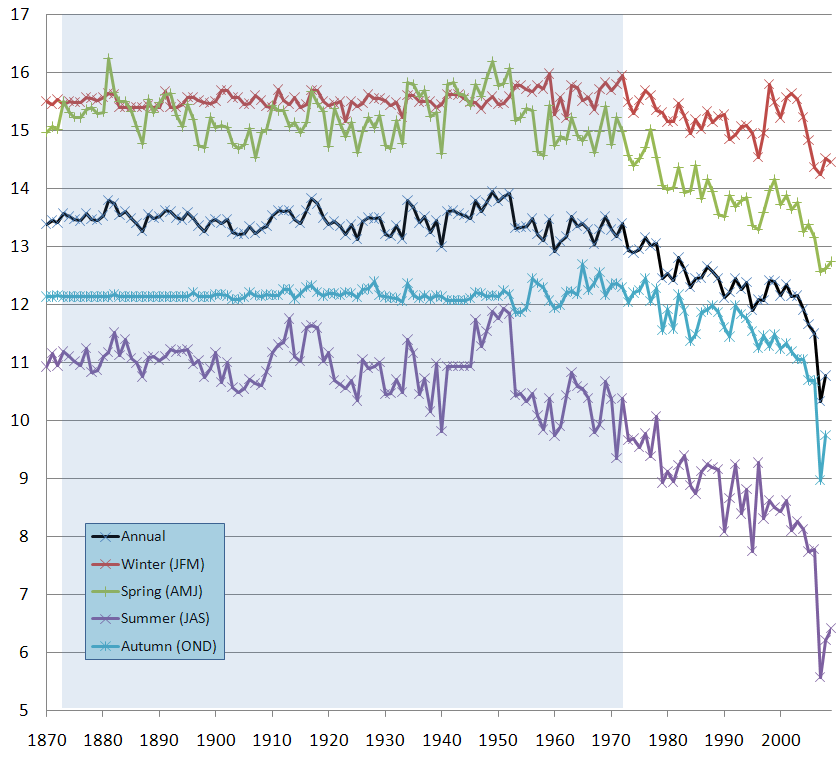
Étendue de la banquise dans l'hémisphère Nord en millions de kilomètres carrés de 1870 à 2009. La coloration bleue marque l’ère présatellitaire caractérisée par des données moins fiables. On notera que la courbe d'automne, quasi-plate jusqu'en 1940, témoigne plus d'un manque de données que d'une réelle absence de variation.

Quand la glace fond, la terre ou l'eau libre prend sa place. Les eaux de surface et les eaux libres sont globalement moins réfléchissantes que la glace et absorbent donc davantage le rayonnement solaire. Cela contribue au réchauffement, qui à son tour provoque plus de fonte, et c'est ainsi que le cycle s'amplifie.
Pendant les périodes de refroidissement climatique, à l'inverse, l'étendue de glace supplémentaire augmente la réflectivité, ce qui réduit l'absorption du rayonnement solaire et accentue le refroidissement, entrainant la planète dans un cycle de refroidissement plus important. Ce phénomène est considéré comme une rétroaction particulièrement rapide..
Le changement d'albédo est la principale raison pour laquelle le GIEC prévoit une augmentation des températures au pôle nord jusqu'à deux fois plus forte que celles du reste du monde, selon un processus connu sous le nom d'amplification polaire. En septembre 2007, la superficie de la calotte glaciaire arctique atteignait environ la moitié de la moyenne des superficies minimales relevées entre 1979 et 2000,.
Également en septembre 2007, la banquise arctique a tellement reculé que le passage du Nord-Ouest est devenu accessible à la navigation pour la première fois depuis le début de la période historique.
Les pertes record de 2007 et 2008 pourraient toutefois être temporaires.
Mark Serreze du Centre national de données sur la neige et la glace des États-Unis considère 2030 comme une « estimation raisonnable » du moment où la calotte glaciaire arctique estivale pourrait fondre complètement en été.
L'amplification polaire du réchauffement planétaire ne devrait pas se produire dans l'hémisphère sud. La superficie de la calotte glaciaire antarctique a atteint en 2008 son maximum relevé depuis le début des observations en 1979, mais l'augmentation des glaces au sud ne compense pas la surface perdue au nord. La tendance au niveau mondial (hémisphères nord et sud cumulés) est clairement au recul des glaces.
La fonte des glaces elle-même peut être sujet à des rétroactions internes, car en fondant, les glaces recouvrant le sol provoquent une élévation eustatique du niveau de la mer, induisant une instabilité potentielle des plateformes glaciaires et inondant les glaces côtières, telles que les langues des glaciers. En outre, une autre boucle de rétroaction peut être causée par les tremblements de terre dus au rebond post-glaciaire, ce qui déstabilise davantage les barrières de glace, les glaciers et les calottes glaciaires.
L'albédo glaciaire de certaines forêts subarctiques est également en train de changer. Les mélèzes — qui perdent leurs aiguilles en hiver laissant la lumière du soleil se réfléchir sur la neige au printemps et à l'automne — sont progressivement remplacées par des épicéas (qui conservent leurs aiguilles sombres toute l'année).

### Rétroaction liée à la vapeur d'eau
Si l'atmosphère se réchauffe, la pression de vapeur saturante augmente et la quantité de vapeur d'eau dans l'atmosphère aura tendance à augmenter. La vapeur d’eau étant un gaz à effet de serre, l’augmentation de la teneur en vapeur d’eau rend l’atmosphère encore plus chaude ; ce réchauffement a pour effet que l'atmosphère retient encore plus de vapeur d'eau (rétroaction positive) et ainsi de suite jusqu'à ce que d'autres processus arrêtent la boucle de rétroaction. Il en résulte un effet de serre beaucoup plus important que celui dû uniquement au CO2. Bien que ce processus de rétroaction provoque une augmentation de la teneur en humidité absolue de l'air, l'humidité relative reste presque constante ou diminue même légèrement car l'air est plus chaud.
Les modèles climatiques intègrent cette rétroaction. La rétroaction de vapeur d'eau est fortement positive, la plupart des données suggérant une magnitude de 1,5 à 2,0 W/m2/K, suffisante pour quasiment doubler le réchauffement qui se serait produit sans cet effet. La rétroaction de vapeur d'eau est considérée comme un mécanisme de rétroaction plus rapide que les autres.

## Rétroactions négatives

### Rayonnement thermique
Tout corps, à l'instar du corps noir, émet dans l'espace un rayonnement thermique qui augmente, conformément à la loi de Stefan-Boltzmann, avec la puissance quatre de sa température absolue. Ce phénomène permet à la Terre d’émettre plus énergie quand elle se réchauffe. L'impact de cette rétroaction négative est pris en compte dans les modèles de circulation générale établis par le GIEC. Cette rétroaction est également appelée « rétroaction de Planck ».

### Rétroactions liées au cycle du carbone

#### Principe de Le Chatelier
Suivant le principe de Le Chatelier, l'équilibre chimique du cycle du carbone sur Terre est modifié par les émissions anthropiques de CO2. L’océan est le principal puits de CO2 anthropique via ce qu'on appelle la pompe de solubilité. Aujourd’hui, cela ne représente qu'environ un tiers des émissions actuelles, mais à long terme, sur une période de plusieurs siècles, environ 75 % du CO2 émis par les activités humaines finira absorbé par les océans : « Pour décrire dans le débat public la durée de vie du CO2 d'origine fossile, une bonne approximation est de dire qu’il peut durer 300 ans, plus une durée infinie pour 25 % » (de ce CO2). Cependant, la vitesse à laquelle les océans captureront ce CO2 dans le futur est incertaine et sera affectée par leur stratification sous l'effet du réchauffement, voire, par les modifications de leur circulation thermohaline.

#### Météorisation des roches
La météorisation des roches contribue à éliminer, à l'échelle des temps géologiques, le CO2 atmosphérique. Avec le réchauffement climatique actuel, la vitesse de météorisation augmente, ce qui témoigne d’un effet de rétroaction climatique significatif impliquant la surface de la Terre.

#### Séquestration naturelle

Bioséquestration par les forêts.

La séquestration naturelle est une séquestration du dioxyde de carbone par des processus biologiques qui permettent de capter et stocker le CO2 atmosphérique par le biais des équilibres du cycle du carbone. Par exemple, la formation de coquilles par les organismes marins, absorbe, sur le long terme, le CO2 dissous dans les océans mais sa sédimentation sous forme de roche calcaire prend des milliers, voire des centaines de milliers d'années ; d'autre part, ce CO2 dissous acidifie les océans, rendant plus difficile son intégration dans les coquilles sous forme d'ions carbonate.

### Gradient thermique vertical
La température de l'atmosphère diminue avec l'altitude dans la troposphère. Étant donné que l'intensité du rayonnement varie avec la température, le rayonnement infrarouge s'échappant de la haute atmosphère relativement froide dans l'espace est inférieur à celui émis vers le sol par la basse atmosphère. Ainsi, l'importance de l'effet de serre dépend du gradient de température de l'atmosphère avec l'altitude. Tant la théorie que les modèles climatiques indiquent que le réchauffement planétaire réduira ce gradient thermique vertical (en), produisant une rétroaction négative qui affaiblit l’effet de serre. Les mesures du gradient thermique vertical sont très sensibles à la précision des observations, ce qui rend difficile le recalage des modèles sur la base des observations,.

### Impact sur la population humaine

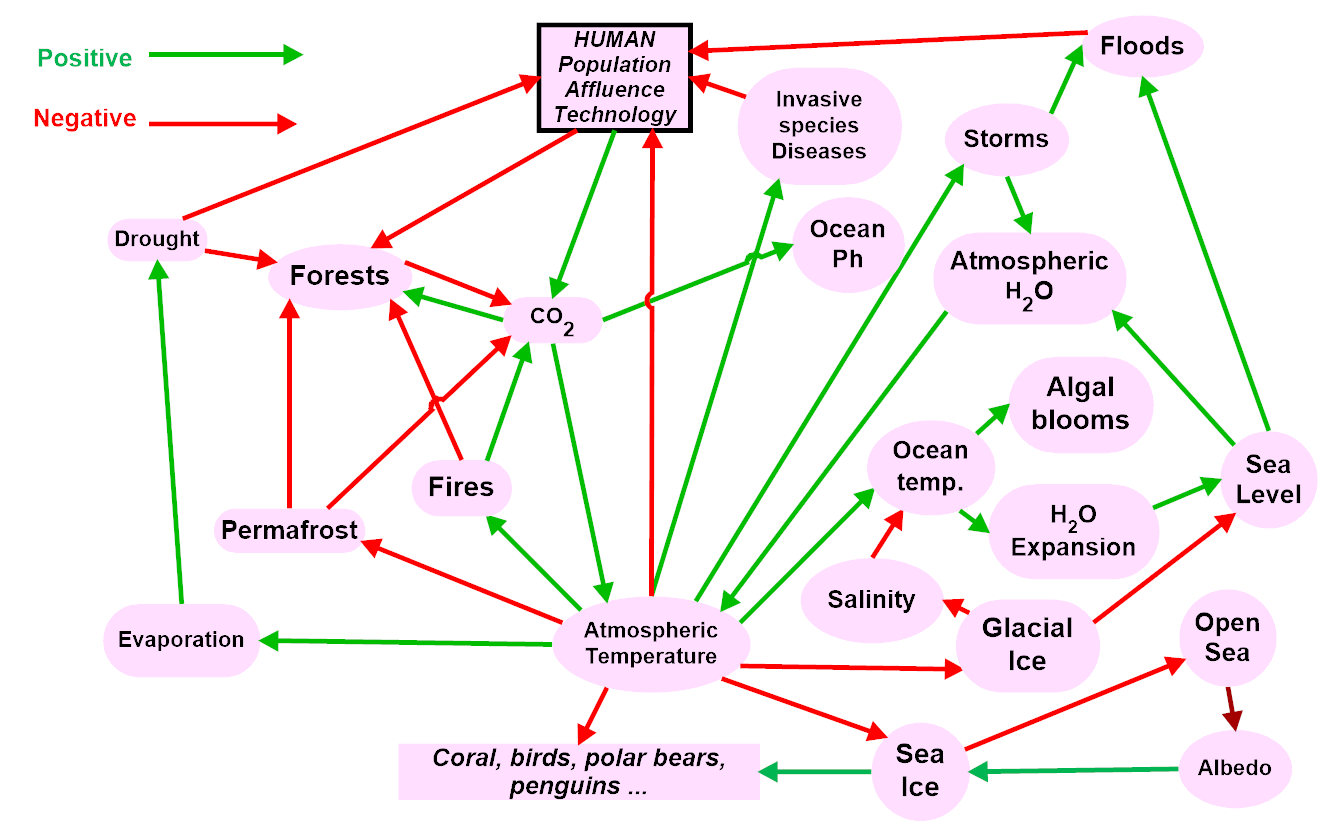
Boucles de rétroaction d'après le livre d'Al Gore Une vérité qui dérange (2006).

Le graphique ci-contre suggère que l'effet global du réchauffement climatique sur la démographie humaine et le développement pourrait être négatif. Si tel est le cas, on peut envisager, à l'échelle d'un siècle, un nouvel équilibre de la biosphère terrestre, radicalement différent, si la population humaine décroit fortement sous l'effet du réchauffement climatique.

### Traduction
- (en) Cet article est partiellement ou en totalité issu de l’article de Wikipédia en anglais intitulé « Climate change feedback » (voir la liste des auteurs).